# کیلین کوران
کیلین کوران (انگلیسی: Kailin Curran؛ زادهٔ ۱۱ آوریل ۱۹۹۱) ورزشکار هنرهای رزمی ترکیبی اهل ایالات متحده آمریکا است. وی از سال ۲۰۱۳ میلادی تاکنون مشغول فعالیت بوده‌است.